# Sultans Battery
Sultans Battery är en ort i Indien.   Den ligger i distriktet Wayanad och delstaten Kerala, i den södra delen av landet, 1 900 km söder om huvudstaden New Delhi. Sultans Battery ligger 895 meter över havet och antalet invånare är 27 473.
Terrängen runt Sultans Battery är huvudsakligen platt, men åt sydväst är den kuperad. Terrängen runt Sultans Battery sluttar västerut. Runt Sultans Battery är det tätbefolkat, med 411 invånare per kvadratkilometer. Sultans Battery är det största samhället i trakten. I omgivningarna runt Sultans Battery växer huvudsakligen savannskog.